# Emplectite
L'emplectite (simbolo IMA: Emp) è un minerale appartenente al gruppo dei "solfosali"; la sua formula chimica è CuBiS2 e chimicamente è un solfuro di rame e bismuto.
L'emplectite è l'analogo dello zolfo della grundmannite.

## Etimologia e storia
Il nome deriva dal greco έμπλεκτον ('emplèkton', intrecciato), per la disposizione dei cristalli; il minerale è stato trovato per la prima volta nel 1817 nella miniera Tannebaum (nel pressi di Breitenbrunn nel circondario dei Monti Metalliferi in Sassonia, Germania).

## Classificazione
Nella Classificazione Nickel-Strunz l'emplectite si trova nella famiglia dei "Solfuri e solfosali", che è ulteriormente suddivisa in base alla struttura e composizione del minerale, per cui l'emplectite si trova nella classe "2.H Solfosali di archetipo SnS" e da lì nella sottoclasse "2.HA Con Cu, Ag, Fe (senza Pb)" dove, insieme a calcostibite e grundmannite, forma il sistema nº 2.HA.05.
Anche nella classificazione dei minerali secondo Dana l'emplectite è elencata nella classe dei "Solfosali" e da lì nella sottoclasse dei "Solfosali con il rapporto z/y = 2 e la composizione (A+)i(A2+)j[ByCz], A = metalli, B = metalloidi, C = non metalli" dove forma il sistema nº 03.07.05 insieme al minerale calcostibite.

## Abito cristallino
L'emplectite cristallizza nel sistema ortorombico nel gruppo spaziale Pmna (gruppo nº 53) con i parametri reticolari a = 6,1426(3) Å, b = 3,9189(4) Å, c = 14,5282(7) Å e con 4 unità di formula per cella unitaria.

## Origine e giacitura
Ha origine nelle formazioni bismuto-cobalto-nichel, di tipo idrotermale. Ha paragenesi con bismutinite, quarzo e calcopirite con la quale forma una serie di cristalli misti.
In Italia l'emplectite è stata rinvenuta a Ceresole Reale e presso Macugnaga, entrambe in Piemonte.
In Germania, oltre alla sua località tipo, la miniera di Tannebaum nel circondario dei Monti Metalliferi in Sassonia, l'emplectite è stata rinvenuta a Lörrach, Ortenaukreis, Oberkirch, Schenkenzell, Schwarzwald-Baar-Kreis, Waldshut e molte altre nel Baden-Württemberg; a Laufach, Goldkronach e Issigau in Baviera, ma è stata trovata anche nell'Hesse, nella Bassa Sassonia, nella Renania Settentrionale-Vestfalia, in Renania Palatinato, in Sassonia, Sassonia-Anhalt e in Turingia.
In Svizzera il minerale è stato trovato a Ferrera nel Canton Grigioni e nel distretto di Briga oltre che a Sierre, entrambe nel Canton Vallese.
L'emplectite è stata trovata in Grecia nell'Attica, in Ungheria nel distretto di Pétervására, in Indonesia nella provincia della Giava Occidentale, nella Repubblica Democratica del Congo nell'Haut-Katanga e in molti altri siti sparsi per il mondo.

## Forma in cui si presenta in natura
Cristalli fibrosi, aggregati granulari e massivi di colore da grigiastro a bianco stagno, ma anche giallo grigiastro o bianco argento. Tuttavia il suo striscio è sempre nero.

## Caratteri fisico-chimici
Fonde al cannello a soffiatura, è solubile in acido nitrico (HNO3).